# Bytčianska kotlina
Bytčianska kotlina je geomorfologický podcelek Považského podolie. Leží v jeho severní části, částečně v Žilinském a také v Trenčínském kraji. Má rovinatý reliéf a klimaticky patří do mírně teplé oblasti.

## Polohopis
Nachází se na severozápadním Slovensku na horním Pováží, mezi Považskou Bystricí a Žilinou. Má protáhlý tvar ve směru severovýchod-jihozápad, délku cca 22 a šířku kolem 3 km. Přirozenou osu území vytváří řeka Váh, která na severním okraji kotliny stáčí svůj tok ze západního směru na jihozápadní až jižní. Uprostřed kotliny se nachází okresní město Bytča, v jejíž blízkosti je Letiště Žilina.
Kotlinu ohraničují ze západu výběžky Javorníků, z východu a jihu Súľovské vrchy (podcelek Súľovské skály a Manínska vrchovina), na severu na Bytčianskou kotlinu navazuje Žilinská kotlina.

## Sídla v Bytčianské kotlině
Bytčianska kotlina je hustotou osídlení na úrovni celoslovenského průměru a kromě Považské Bystrice, situované na jejím okraji, je jediným významným městem Bytča. Z obcí lze zmínit Kotešovou, Predmier, Plevník-Drienové a Dolný Hričov.

## Doprava
Pováží patří mezi strategické dopravní koridory a významné dopravní komunikace, spojující jih se severem, vedou i územím Bytčianské kotliny. V silniční dopravě hrají klíčovou roli dálnice D1 a D3 a v jejich trase vedoucí mezinárodní silnice E 50 (směřující z Brna na Žilinu a Košice ) a E 75 (Bratislava - Žilina - Gdaňsk). Z Moravy přes Bumbálku do Bytče vede po silnici I/10 i evropská silnice 442, nadregionální význam má Považím vedoucí silnice I/61 (Trenčín - Žilina). Důležitou roli hraje i po pravém břehu Váhu vedoucí silnice II/507 (Púchov - Žilina), na Kysuce vedoucí II/541 (Kotešová - Turzovka) a do Rajecké kotliny směřující II/517 (Považská Bystrica - Rajec).
Údolím Váhu vede i železniční trať Bratislava - Žilina, která je součástí V. evropského koridoru. Tvoří hlavní propojení západního a východního Slovenska. Doplňkovou roli tvoří regionální letiště Žilina, situované cca 3 km severovýchodně od Bytče.